# Haval F5

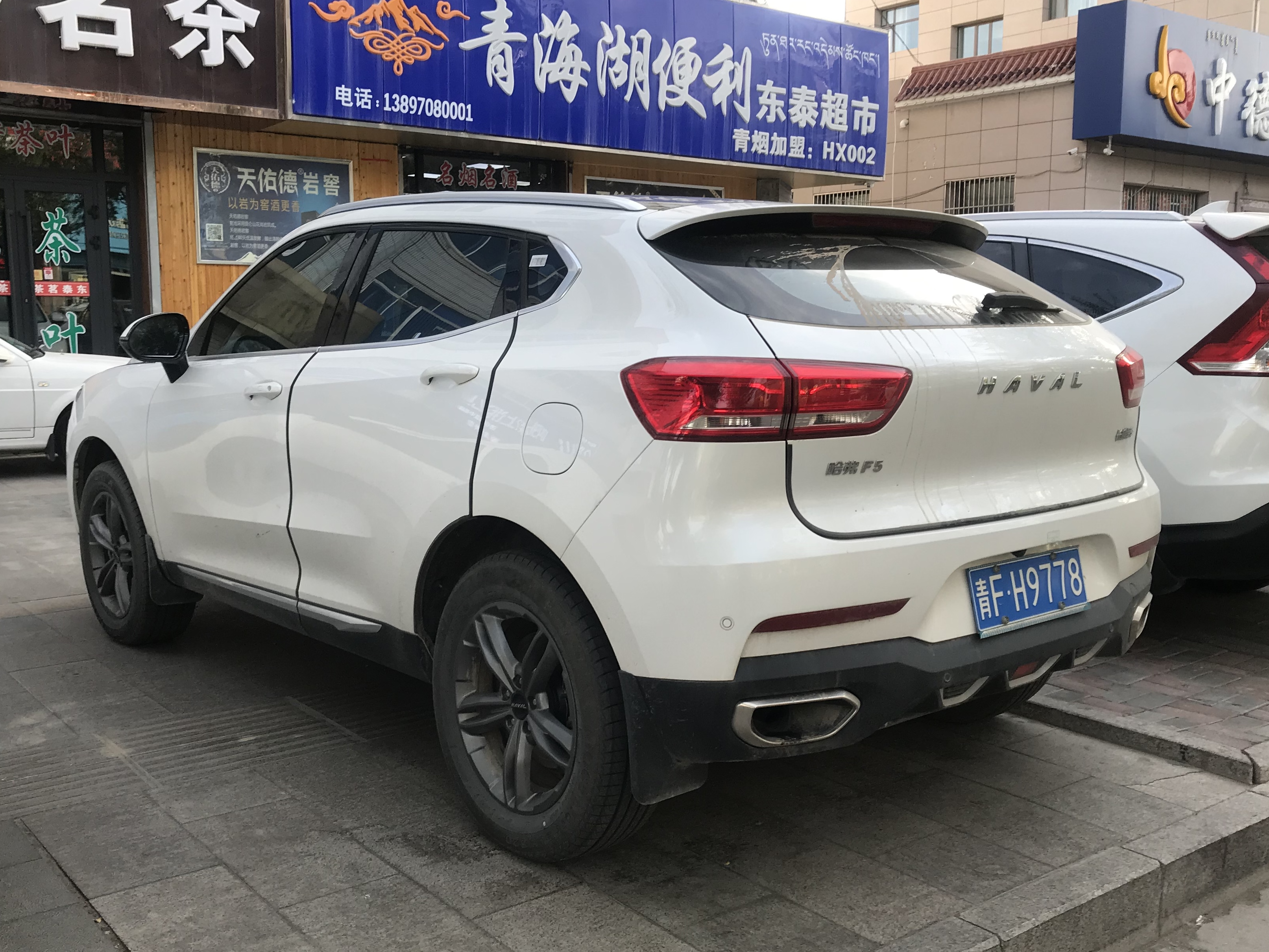
Heckansicht

Der Haval F5 ist ein Sport Utility Vehicle der zum chinesischen Automobilhersteller Great Wall Motor gehörenden Marke Haval.

## Geschichte
Vorgestellt wurde das Fahrzeug Ende April 2018 auf der Beijing Auto Show. Ende September 2018 kam es auf dem chinesischen Markt in den Handel. Positioniert ist das SUV unterhalb des F7. Die technische Basis teilt sich der F5 mit dem Wey VV5. Das Nachfolgemodell Haval Chitu wurde im März 2021 präsentiert.

## Technische Daten
Den Antrieb im F5 übernimmt ein aufgeladener 1,5-Liter-Ottomotor mit 124 kW (169 PS). 2020 folgte eine Variante mit 110 kW (150 PS).
|                                             | 1.5T                               |                                  |                                  |
| Bauzeitraum                                 | 04/2020–12/2020                    | 09/2018–04/2019                  | 04/2019–12/2020                  |
| Motorkenndaten                              |                                    |                                  |                                  |
| Motortyp                                    | R4-Ottomotor                       | R4-Ottomotor                     | R4-Ottomotor                     |
| Hubraum                                     | 1497 cm³                           | 1499 cm³                         | 1499 cm³                         |
| max. Leistung bei min−1                     | 110 kW (150 PS) / 5600–6000        | 124 kW (169 PS) / 5000–5600      | 124 kW (169 PS) / 5000–5600      |
| max. Drehmoment bei min−1                   | 210 Nm / 1800–4400                 | 285 Nm / 1400–3000               | 285 Nm / 1400–3000               |
| Kraftübertragung                            |                                    |                                  |                                  |
| Antrieb                                     | Vorderradantrieb                   | Vorderradantrieb                 | Vorderradantrieb                 |
| Getriebe, serienmäßig                       | 6-Gang-Schaltgetriebe              | 7-Stufen-Doppelkupplungsgetriebe | 7-Stufen-Doppelkupplungsgetriebe |
| Getriebe, optional                          | (7-Stufen-Doppelkupplungsgetriebe) | —                                | —                                |
| Messwerte                                   |                                    |                                  |                                  |
| Höchstgeschwindigkeit                       | k. A.                              | 180 km/h                         | k. A.                            |
| Beschleunigung, 0–100 km/h                  | k. A.                              | k. A.                            | k. A.                            |
| Kraftstoffverbrauch auf 100 km (kombiniert) | 7,1 l Super (6,9 l Super)          | 6,8 l Super                      | 6,6 l Super                      |
| Tankinhalt                                  | 55 l                               | 55 l                             | 55 l                             |
| Abgasnorm                                   | China VI                           | China V                          | China VI                         |

* Werte in runden Klammern gelten für Modelle mit optionalem Getriebe.